# Західний Чешир і Честер
53°12′47″ пн. ш. 2°54′07″ зх. д. / 53.213° пн. ш. 2.902° зх. д.

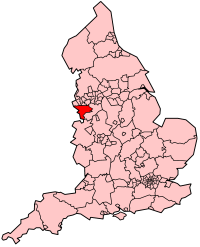
Унітарна одиниця на мапі Англії

Західний Чеши́р і Че́стер (англ. Cheshire West and Chester) — унітарна одиниця Англії на заході церемоніального графства Чешир. Головне місто унітарної одиниці — Честер (населення — 77 тис. чол.).

## Історія
Утворена 1 квітня 2009 шляхом перетворення в унітарну одиницю районів Честер, Елсмір Порт і Нестон, Вале Роял колишнього неметропольних графства Чешир (en: 2009 structural changes to local government in England).

## Географія
Займає площу 917 км² і межує на сході з унітарною одиницею Східний Чешир, на заході з Уельсом, на півночі з церемоніальним графством Мерсісайд і унітарними одиницями Галтон і Воррінгтон.